# Sergej Rjazanskij
Sergej Nikolaevič Rjazanskij (in russo Серге́й Николаевич Рязанский?, Sergey Nikolayevich Ryazansky; Mosca, 13 novembre 1974) è un cosmonauta russo.
Nel 2009 ha preso parte alla seconda fase di Mars 500, restando 105 giorni in isolamento con altri cinque volontari.
Nel settembre 2013, Rjazanskij ha partecipato alla missione Expedition 37/Expedition 38 con l'arrivo alla Stazione spaziale internazionale a bordo della Sojuz TMA-10M. Ha svolto a tre passeggiate spaziali insieme a Oleg Kotov, compresa quella in cui è stata portata la Torcia Olimpica di Soči nello spazio aperto. È atterrato nel Kazakistan nel marzo 2014, a fine dell'Expedition 38.